# Boris et Gleb
Pour les articles homonymes, voir Boris.
Cet article possède un paronyme, voir Boris Gleb.
Boris et Gleb (russe : Борис и Глеб ; ukrainien : Борис і Гліб, Borys et Hlib) sont les premiers saints canonisés de la principauté de Kiev (Rus' de Kiev) en 1072. Ils sont fêtés le 24 juillet.

## Histoire et tradition

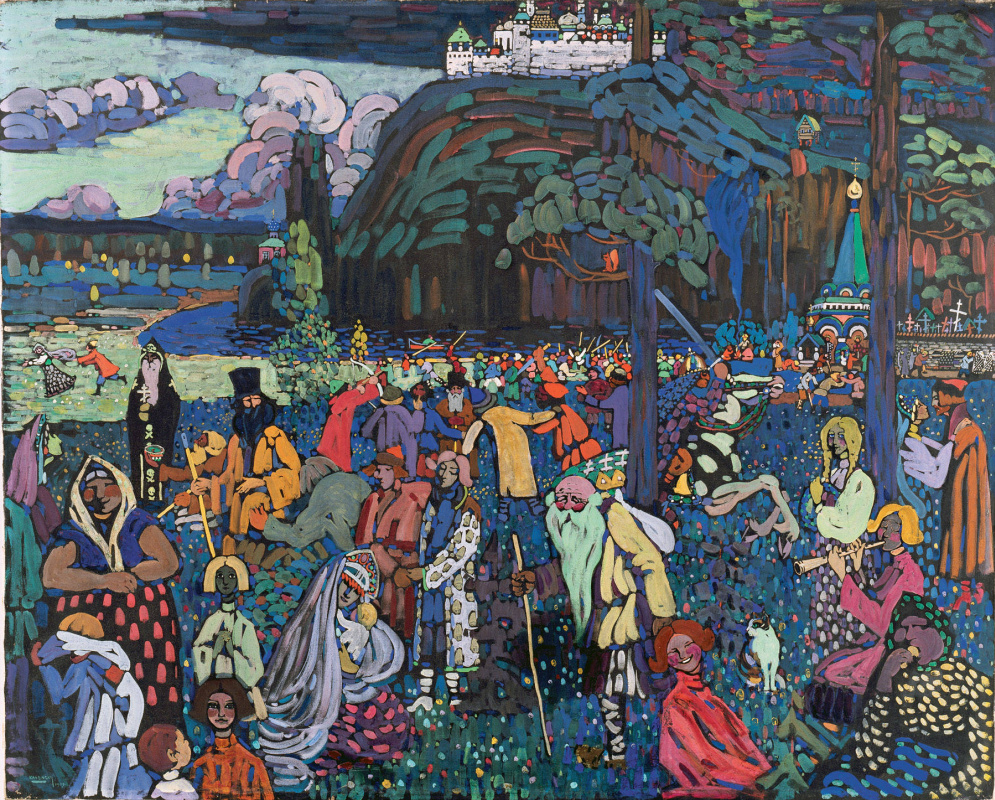
Les deux frères enlacés au centre de la toile La Vie mélangée de Vassily Kandinsky, 1907.

Fils de Vladimir Ier, prince de Kiev qui a diffusé le christianisme en Russie, ils sont assassinés en 1015 par leur cousin Sviatopolk le Maudit. Un culte se développe très vite autour des deux princes martyrs, qui ont accepté la mort sans résistance (soumission à la volonté de l’aîné).
La translation de leurs reliques dans la nouvelle collégiale de Vychgorod, près de Kiev a lieu le 2 mai 1115. Ils sont célébrés le 2 mai et le 24 juillet. De nombreux monastères et églises leur sont dédiés en Russie, en Ukraine, en Bulgarie, etc.
Le pape Benoît XIII au XVIIIe siècle a confirmé leur culte pour les catholiques.

## Galerie

Statues au monastère Saint-Boris-et-Saint-Gleb de Dmitrov.
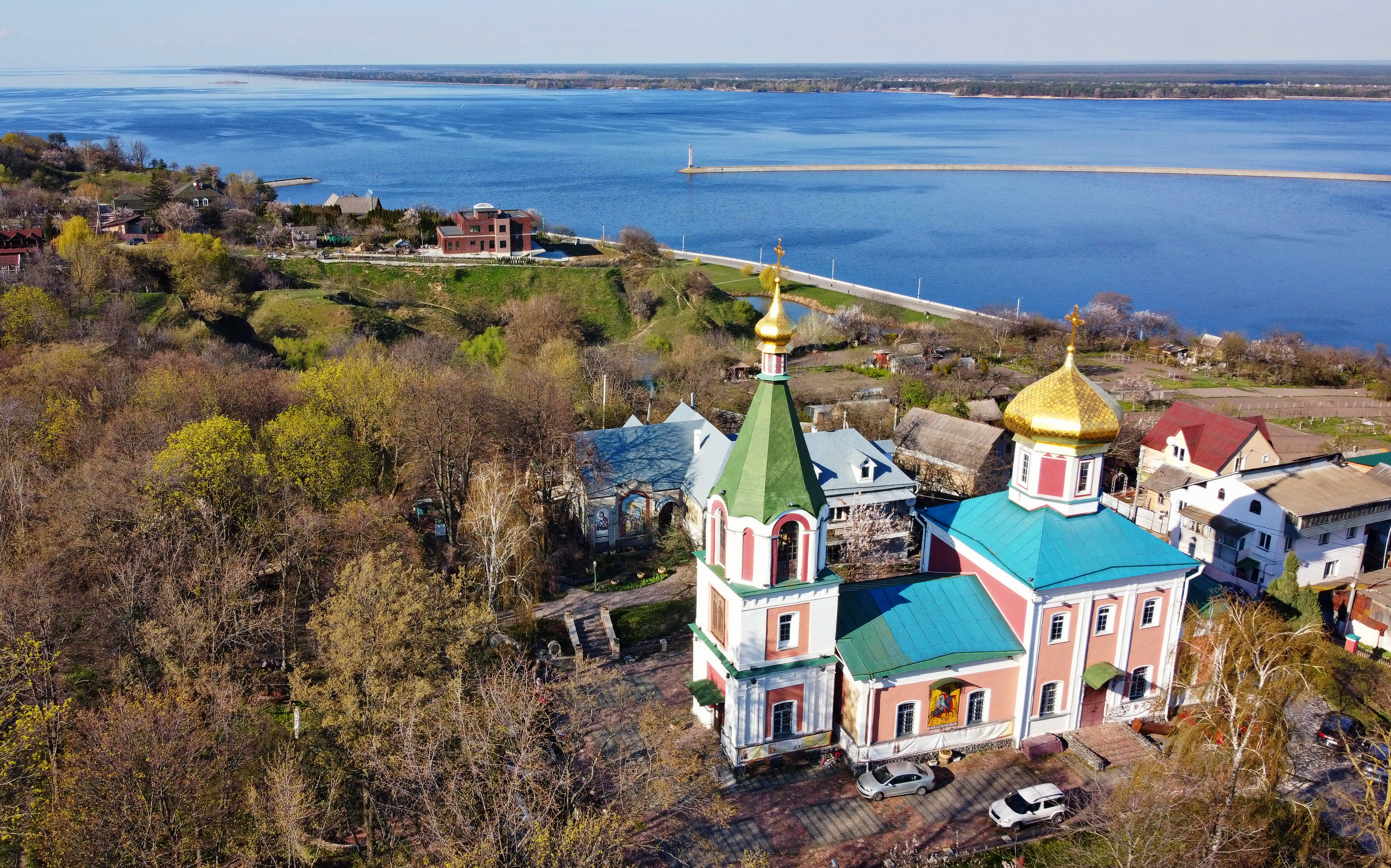
L'église des Saints-Boris-et-Gleb de Vychgorod.